# 가미나다촌 (고치현)
가미나다촌(일본어: 上灘村)은 일본 고치현 다카오카군에 설치된 촌이다. 

## 참고 문헌
- 角川日本地名大辞典編纂委員会, 『角川日本地名大辞典 39 高知県』1983, 角川書店